# Светодальномер
Светодальномер — геодезический прибор, позволяющий с высокой точностью (до нескольких миллиметров) измерять расстояния в десятки (иногда в сотни) километров.
Так, например, светодальномером измерено расстояние от Земли до Луны с точностью до нескольких сантиметров (см. Применение лазеров).
Расстояния измеряют по разности фаз излучаемого и принятого луча, модулируя свет разными частотами (фазовые светодальномеры) или по времени прохождения лучом измеряемого расстояния (импульсные светодальномеры).

## Конструкция
Светодальномеры состоят из:
- приёмопередатчика;
- отражателя;

#### Отражатель
Отражатель может быть призменным или зеркально-линзовым. Чаще всего используется призменный отражатель, состоящий из различного числа уголковых призм (трипельпризм), смонтированных в общем корпусе. Устанавливается в конце измеряемой линии.

#### Приёмопередатчик
Приёмопередатчик фазового светодальномера состоит в общем случае из следующих элементов: источника излучения, модулятора излучения, генератора модулирующей (масштабной) частоты, передающей и приёмной оптических систем и приемно-фазометрической части, включающей в себя приёмник излучения, аналоговый или цифровой фазометр и оконечное индикаторное устройство. В качестве источника излучения используются, за редким исключением, либо газовый лазер на смеси гелий неон (Не Ne), излучающий в красной области спектра (длина волны излучения А,= =0,63 мкм), либо светодиод на арсениде галлия (GaAs), излучающий в ИК области (А,=0,9 мкм)[8].
В дальномерах с лазерами в качестве модулятора применяется ячейка Поккельса на кристалле типа KDP или ячейка Керра с нитробензолом. В дальномерах со светодиодами используется внутренняя модуляция излучения. Приёмником излучения обычно служит либо фотоэлектронный умножитель (ФЭУ), либо, реже, фотодиод: По типу схемы светодальномеры подразделяются на две группы:
1) светодальномеры, в которых фазовое сравнение опорного и отражённого сигналов происходит на высокой частоте модуляции света, и
2) гетеродинные светодальномеры, в которых фазовое сравнение переносится на низкую частоту, образуемую в результате смешения частоты модуляции и частоты вспомогательного генератора (гетеродина) в опорном и сигнальном каналах.
Неоднозначность в современных приборах разрешается, в подавляющем большинстве случаев, введением набора нескольких фиксированных частот модуляции света. Для исключения в процессе измерений влияния нестабильности постоянной поправки прибора предусматривается линия оптического короткого замыкания (ОКЗ).
Фазовые измерения производятся либо аналоговым (компенсационным), либо цифровым методом. В последнем случае измерения могут быть автоматизированы вплоть до выдачи результата на электронное цифровое табло и на внешний накопитель данных (перфоленту, магнитный носитель и др.). В новейших приборах задачи управления, вычисления и контроля решаются с помощью микропроцессоров или микро-ЭВМ. Они предназначаются для измерения сторон в государственных геодезических сетях, а также базисов космической триангуляции и триангуляции высших классов.
Повышение мощности излучателя привело к возможности получения устойчивого отражённого сигнала от диффузной поверхности, что даёт возможность измерять расстояние без использования отражателя. В свою очередь это приводит к экономии временных затрат.

## Виды дальномеров
Светодальномеры малой дальности действия, при помощи которых можно измерять расстояния до нескольких километров (до 1-3) с ошибкой 2 см. Они предназначаются для измерения расстояний в геодезических сетях сгущения и для выполнения топографических съёмок. В отдельных случаях дальность действия приборов этой группы может превышать указанный предел, достигая 10-15 км. Светодальномеры повышенной и наивысшей точности для коротких расстояний, при помощи которых можно измерять расстояния до 3 км с ошибкой 2 мм и менее.
Они предназначены для прецизионного измерения расстояний при решении различных задач прикладной геодезии, в маркшейдерских работах и измерениях специального назначения. В СССР в соответствии с ГОСТ 19223 82 указанным группам светодальномеров приданы соответствующие буквенные индексы: Г (геодезические), Т (топографические), П (применяемые в прикладной геодезии). Эти буквы добавляются к букве С, обозначающей слово «светодальномер», после чего указываются цифры, обозначающие дальность действия прибора. Например, СТ-3 означает: светодальномер топографический с дальностью действия 3 км.
Светодальномеры второй группы (топографические) часто выполняются в виде совмещаемых приборов. Это означает, что они могут использоваться не только как автономные светодальномеры, но и как дальномерные насадки на теодолит, придавая полученной комбинации приборов функции электронного тахеометра. В этом случае к буквенно-цифровому обозначению добавляется буква Н (насадка). Маркшейдерское исполнение прибора обозначается дополнительной буквой М. Отдельную категорию приборов составляют электронные тахеометры неразъёмной конструкции.
Геодезические светодальномеры: светодальномер «Гранат»: лазерный дальномер «Гранат», разработанный в ЦНИИГАиК, модернизированный вариант более раннего дальномера «Кварц». Отличается от «Кварца» меньшими габаритами и массой, меньшей потребляемой мощностью вследствие применения транзисторов вместо ламп. Несколько меньший диаметр оптики снизил дальность действия до 20 км вместо 30 (у дальномера «Кварц» в дневное время).

## Принцип работы
Излучение от лазера направляется в модулятор (конденсатор Керра и поляроид-анализатор) и при помощи оптической системы посылается на удалённый отражатель. Приёмная оптическая система собирает часть отражённого потока и фокусирует его на катоде фотоумножителя. Перед ФЭУ установлен серый клин (ослабитель светового потока) СК и узкополосный интерференционный оптический фильтр ИФ.
Предусмотрена возможность визуального наблюдения света через окуляр ОК. В приборе имеется линия оптического короткого замыкания (ОКЗ), в которую можно направить свет при помощи переключателя ОТ Р ОКЗ. Электронная часть дальномера выполнена по гетеродинной схеме с преобразованием частоты в ФЭУ. Модулирующая частота fM от генератора подаётся на модулятор света и одновременно на смеситель, где смешивается с частотой fr от гетеродина, образуя опорный сигнал низкой разностной частоты Д =5 кГц, выделяемой резонансным усилителем и подаваемой на один вход фазового детектора.
На второй вход фазового детектора подаётся сигнал той же разностной частоты Af, образуемой смешением частот м и г в ФЭУ (частота г подаётся на внешний электрод фотоумножителя, принимающего свет, модулированный частотой fM) и выделяемой вторым резонансным усилителем. Стрелочный нуль-индикатор на выходе фазового детектора показывает нуль, когда разность фаз в опорном и сигнальном каналах приведена к 90° или 270°. Это приведение осуществляется фазовращателем, по шкале которого снимается отсчёт.
Дальномер имеет четыре частоты модуляции, выбранных так, чтобы реализовать поразрядный способ определения полного расстояния. Значение первой частоты таково, что вся шкала фазовращателя соответствует 5 м при стандартных условиях (температуре 0°С и давлении 760 тор в сухом воздухе). Поэтому измерения на всех четырёх частотах позволяют однозначно получить расстояние в пределах 5 км; число полных 5-км отрезков определяют по приближенному значению расстояния, которое надо знать с ошибкой не более ±2,5 км. Эти отсчёты позволяют получить последовательные десятичные разряды в удвоенном значении расстояния.
Деля результат на 2, получают полное измеряемое расстояние (в пределах 0,5 км), которое оказывается определённым с точностью до 1 см («грубые» измерения). Уточнение последнего разряда (до 1 мм) выполняют двумя приёмами измерений на одной первой частоте («точные» измерения). Один приём точных измерений включает в себя отсчёты при работе на отражатель и на ОКЗ при каждом из четырёх положений переключателя фазы, сдвигающего фазу опорного сигнала скачками на 90° для ослабления циклической ошибки фазовращателя[8].

## Электрооптический дальномер
Электрооптический дальномер, прибор для измерения расстояний по времени прохождения измеряемого расстояния электромагнитными волнами оптического или инфракрасного диапазонов. Электрооптические дальномеры делятся на импульсные и фазовые (в зависимости от того, каким способом определяют время прохождения световым импульсом расстояния до объекта и обратно). Электрооптические дальномеры первого вида измеряют расстояние по времени между моментом испускания импульса передатчиком и моментом возвращения импульса, приходящего от отражателя, установленного на конце измеряемой линии, второго вида — по разности фаз посылаемого синусоидально модулированного излучения и принятого. Наибольшее распространение получили фазовые электрооптические дальномеры. Источниками света ранее служили лампы накаливания (3— 30 Вт) и газосветные лампы (50—100 Вт), ныне — газовые и полупроводниковые оптические квантовые генераторы (ОКГ). В электрооптических дальномерах обычно применяют амплитудную модуляцию с частотами в 10—80 МГц, при которой разности фаз в 1° соответствует изменение расстояния менее, чем на 1 см. Конструктивно модулятор и демодулятор одинаковы, их действие основано на использовании Керра эффекта или Поккельса эффекта. Модулирующее световой поток переменное напряжение вырабатывает генератор масштабной частоты, называется так потому, что соответствующая ей длина волны определяет масштаб перевода разности фаз в расстояния. Промодулированный свет линзовой или зеркально-линзовой оптической системой формируется в узконаправленный пучок, посылаемый на отражатель. Отражённый свет фокусируется на демодулятор оптической системой, аналогичной передающей. Регистрируемая индикатором разности фаз интенсивность на выходе демодулятора зависит от соотношения фаз в принятом световом сигнале и в управляющем демодулятором напряжении; фазовращатель позволяет установить заданное соотношение и отсчитать полученную разность фаз, по которой и вычисляется расстояние. Индикатором разности фаз может служить глаз наблюдателя (электрооптические дальномеры с визуальной индикацией) или фотоэлектрическое устройство со стрелочным прибором на выходе[4,8].
Дальность действия электрооптических дальномеров доходит до 50 км, средняя квадратическая погрешность составляет ± (1+0,2^Д км) см, где Д — расстояние, масса комплекта 30—150 кг, потребляемая мощность 5—150 Вт.